# 참붕어
참붕어는 잉어과의 물고기이다. 몸은 작고 길며 약간 납작하다. 주둥이는 뾰족하며 입은 작고 위로 향해 있다. 입의 앞부분은 m자 모양이다. 입이 위로 열렸고 입가에 수염이 없으며 비늘의 뒤쪽 언저리가 검다. 몸빛은 은색으로 초승달 모양의 작은 반점이 흩어져 있고 체측 중앙에 불분명한 어두운 세로띠가 있다. 하천이나 둠벙 등에서 흔히 볼 수 있는 물고기로 5-7월경 수컷이 돌,수초이 있는 곳을 선택하여 돌,수초 에 있는 이끼를 말끔히 치워 놓은 다음 암컷을 끌어들여 교접하여 산란한다. 수컷이 알을 보호한다. 참붕어 는 맛이 없어 식용하지 못한다.
이 물고기의 크기는 8cm보다 큰 것은 드문 편이며 보통 2~7.5cm 길이이다.
만약 사육을 한다면 최소 가로 길이가 60cm인 수조를 추천한다. 참붕어는 생각보다 활동성 이 많은 물고기이다. 또 참붕어는 영역을 만드는 습성이 있기 때문에 물고기를 많이 키워야 되는 상황이라면 가급적 참붕어 만 키우기를 추천한다.